# Mount Oldfield
Mount Oldfield ist ein küstennaher Berg im ostantarktischen Enderbyland. Er ragt am Ostufer der Amundsenbucht unmittelbar westlich des Mount Hardy im östlichen Teil der Tula Mountains auf.
Kartiert wurde er anhand von Luftaufnahmen, die Teilnehmer einer Mannschaft der Australian National Antarctic Research Expeditions im Jahr 1956 anfertigten. Der australische Geodät Graham Alexander Knuckey (1934–1969) nahm im November 1958 bei einem Besuch des Bergs eine Positionsbestimmung vor. Das Antarctic Names Committee of Australia (ANCA) benannte ihn nach Robert Eric Thomas Oldfield (* 1929), Funker auf der Mawson-Station im Jahr 1958.